# Harry Kümel
Harry Kümel (Anvers, Bèlgica, 27 de gener de 1940) és un director de cinema belga.

## Biografia
Harry Kümel és « Régent de Démonologie et Occultisme » del Collège de Pataphysique.
Conegut sobretot per la seva versió de Malpertuis, amb Orson Welles i Sylvie Vartan (1972), una adaptació de la novel·la fantàstica de Jean Ray. El 1971 realitza Les Lèvres rouges, una pel·lícula de gènere acolorit amb Delphine Seyrig en el paper d'una vampir lesbiana.
Surt als crèdits de cinc Sèries roses entre 1986 i 1990 i, el 1991,dirigeix una adaptació acadèmica d'una novel·la de Louis Couperus titulada com a el llibre Eline Vere .
Ensenya cinema a la universitat.

## Filmografia
- 1963: Hendrik Conscience
- 1965: De Grafbewaker
- 1969: Monsieur Hawarden
- 1971: Les Lèvres rouges, amb Delphine Seyrig
- 1972: Malpertuis, amb Orson Welles i Michel Bouquet
- 1978: Het verloren paradijs
- 1985: The Secrets of Love
- 1987: Sèrie rose (1 episodi)
- 1990:  Sèrie rose (5 episodis)
- 1991: Eline Vere, amb Marianne Basler i Aurore Clément